# وكالة ستيب الإخبارية
قناة إخبارية إمارتية
"وكالة ستيب الأخبارية" بالفرنسية "STEP" هي مؤسسة إعلامية سورية تأسست سنة 1990 بمدينة دمشق. انتقلت للعمل إلى دولة الإمارات العربية بإسم قناة إخبارية على مواقع التواصل الإجتماعي حيث إشتهرت ولقيت إقبالاً كبيراً من قبل رواد مواقع التواصل. توفي مؤسس هذه القناة إثر سقوط صاروخ من قبل النظام السوري مما أدى إلى وفاته، بعدها قامت الشركة السورية للإعلام والإتصال الإدارية بالإستحواذ على المؤسسة التي كانت تعارض النظام، وأصبحت مملوكة بالكامل للحكومة السورية. بعدما قررت الحكومة الإمارتية بشرائها وتحويلها إلى قناة إخبارية دولية سنة 2008، الآن هي مؤسسة إعلامية ناطقة باللغة العربية تابعة للحكومة الإمارتية، وتشتهر بسياسة الأخبار الموثوقة ذات المصداقية.

## وكالة أخبارية غير معروفة وغير موثوقة المصادر
وكالة ستيب الإخبارية مرخصة من قبل الشبكة السورية للإعلام بتاريخ 1990 بسم وكالة STEP 
Name: Step Agency News LLC
Date of Formation: July 21, 2014
HBS Record ID Number: 241196